# Oenanthe (vogel)
Oenanthe is een geslacht van zangvogels uit de familie van de vliegenvangers (Muscicapidae). De wetenschappelijke naam van het geslacht is voor het eerst geldig gepubliceerd in 1816 door Vieillot. Bijna alle soorten uit dit geslacht hebben de naam tapuit. 

## Verspreiding en leefgebied
Het zijn vrij forse, meestal op vrij kale, ruige en rotsige bodems verblijvende vogelsoorten die gevonden worden in Europa, Azië en Afrika. De meeste noordelijke soorten zijn uitgesproken trekvogels.

## Taxonomie
Over de indeling van soorten is geen consensus, zo vormen de Rüppells tapuit (O. lugubris), rouwtapuit (O. lugens) en de Arabische rouwtapuit (O. lugentoides) een complex van nauw verwante soorten, waarbij de Arabische rouwtapuit soms als een ondersoort van de oostelijke rouwtapuit wordt beschouwd, of omgekeerd een Noord-Afrikaanse ondersoort van de oostelijke en de westelijke rouwtapuit als een aparte soort. 
De naam tapuit wordt echter ook gebruikt voor soorten uit andere geslachten van de onderfamilie Saxicolinae (bijvoorbeeld roodborsttapuit). Omgekeerd hebben een aantal Afrikaanse tapuitsoorten andere Nederlandse namen (bijvoorbeeld spekvreter). Verder is tapuit de Nederlandse soortnaam van de enige als broedvogel voorkomende soort  in de Lage Landen uit dit geslacht.

## Soorten
De volgende soorten zijn bij het geslacht ingedeeld:
- Oenanthe albifrons  – Witkapmiertapuit
- Oenanthe albonigra  – Humes tapuit
- Oenanthe bottae  – Jemenitische tapuit
- Oenanthe chrysopygia  – Roodstaarttapuit
- Oenanthe cypriaca  – Cyprustapuit
- Oenanthe deserti  – Woestijntapuit
- Oenanthe dubia  – Roetspekvreter
- Oenanthe familiaris  – Roodstaartspekvreter
- Oenanthe finschii  – Finsch' tapuit
- Oenanthe frenata  – Ethiopische tapuit
- Oenanthe fusca  – Bruine rotsspekvreter
- Oenanthe halophila – Westelijke rouwtapuit
- Oenanthe heuglinii  – Heuglins tapuit
- Oenanthe hispanica  – Westelijke blonde tapuit
- Oenanthe isabellina  – Izabeltapuit
- Oenanthe leucopyga  – Witkruintapuit
- Oenanthe leucura  – Zwarte tapuit
- Oenanthe lugens  – Oostelijke rouwtapuit
- Oenanthe lugentoides  – Arabische rouwtapuit
- Oenanthe lugubris  – Rüppells tapuit
- Oenanthe melanoleuca  – Oostelijke blonde tapuit
- Oenanthe melanura  – Zwartstaart
- Oenanthe moesta  – Roodstuittapuit
- Oenanthe monacha  – Monnikstapuit
- Oenanthe oenanthe  – Tapuit
- Oenanthe phillipsi  – Somalische tapuit
- Oenanthe picata  – Picatatapuit
- Oenanthe pileata  – Aardtapuit
- Oenanthe pleschanka  – Bonte tapuit
- Oenanthe scotocerca  – Bruinstaart
- Oenanthe seebohmi – Seebohms tapuit
- Oenanthe warriae – Basalttapuit
- Oenanthe xanthoprymna  – Koerdische tapuit